# Palais des Arts de Düsseldorf

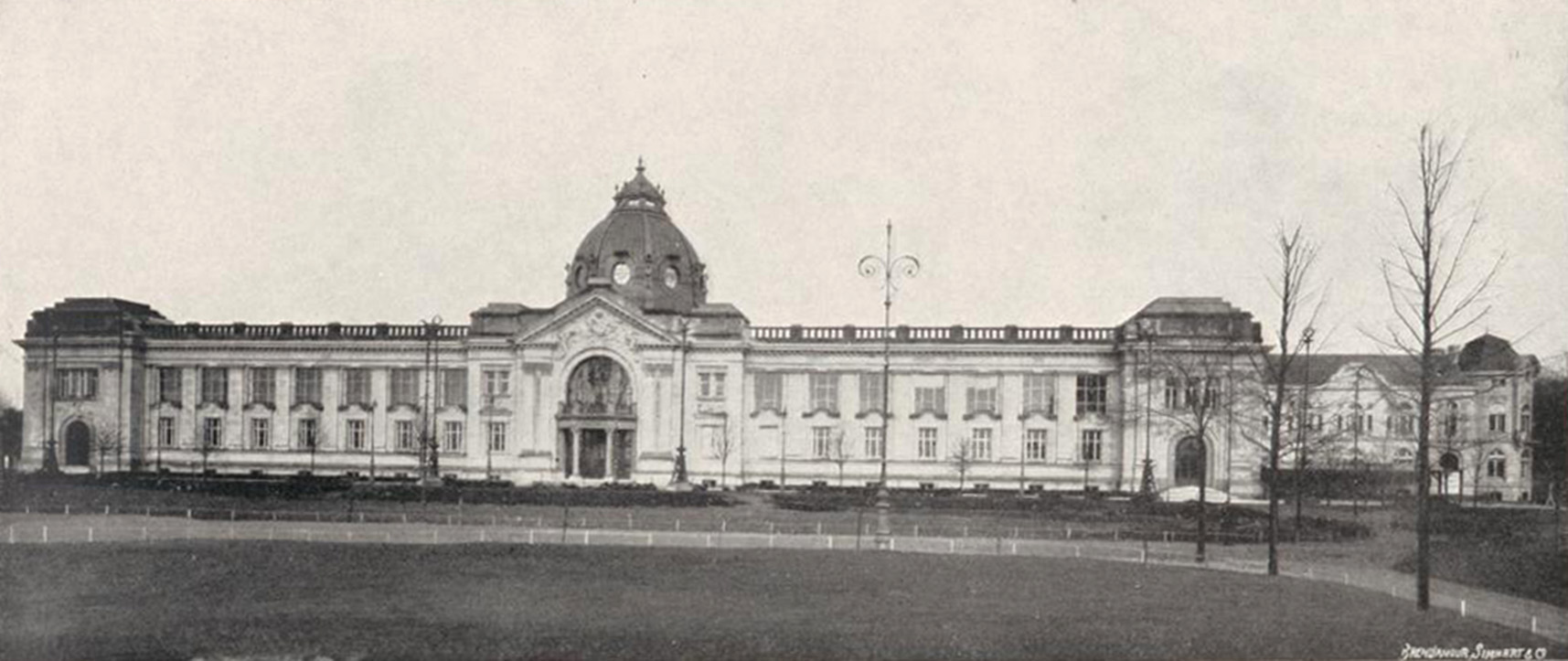
Palais des Artset restaurant (aujourd'hui) le 3, Ehrenhof

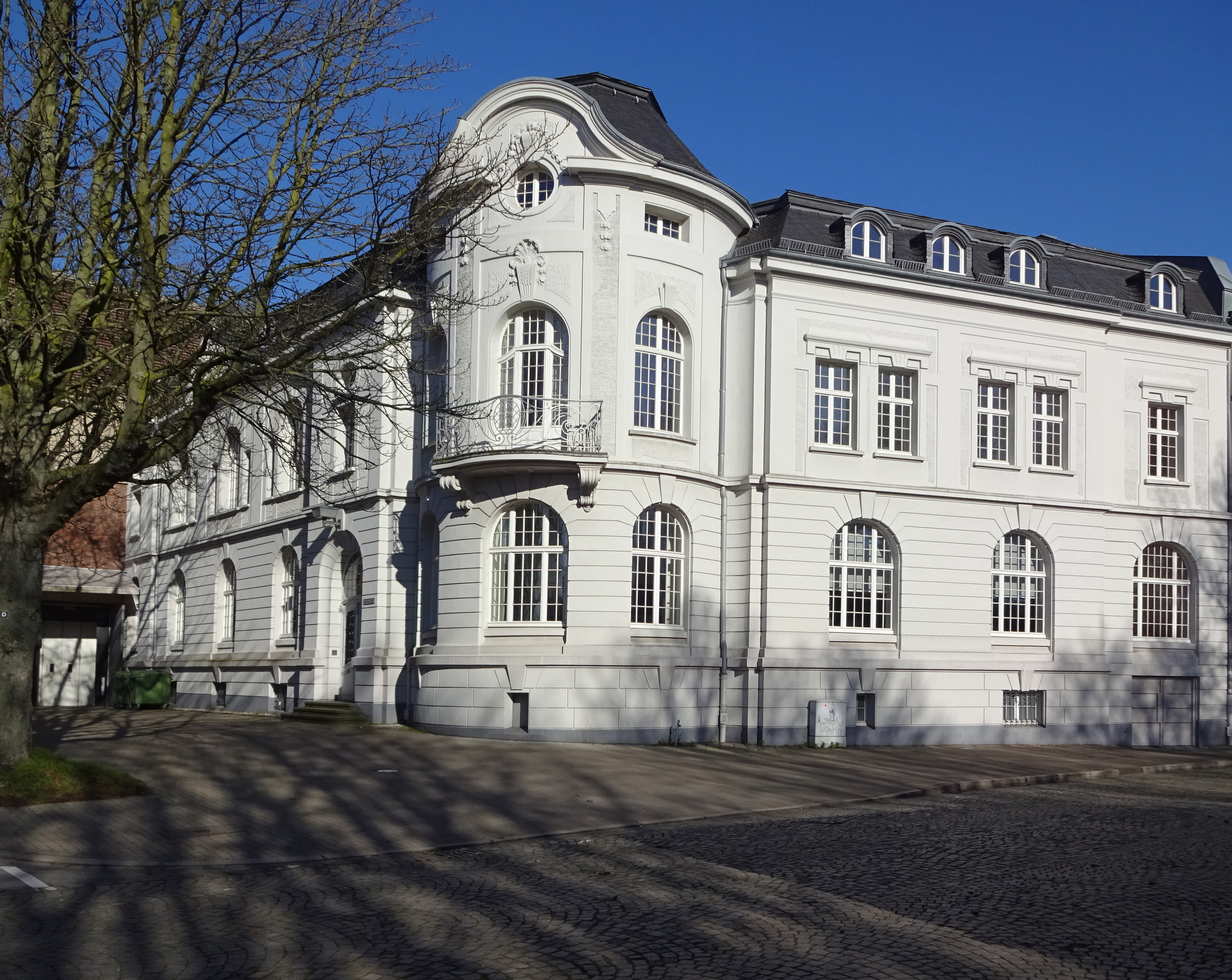
Ancien bâtiment de restauration, Ehrenhof 3 (2018)

Le Palais des Arts, également connu sous le nom de Palais des expositions d'art, officiellement un palais d'exposition à partir de 1912, est construit au sud de l'actuel parc rhénan de Golzheim (de) et au nord-ouest du jardin de cour (de) à Düsseldorf et est repensé et agrandi en un ensemble de bâtiments et de jardins en 1925/1926. sous le nom de Cour d'honneur (de). Depuis 1998, il fait partie de la Fondation Museum Kunstpalast.
La construction a lieu dans le cadre de l'avancement des rives du Rhin (de) (1898-1902), qui sert également à surélever le terrain pour l'exposition industrielle et commerciale de Düsseldorf (1902). En plus des salles d'exposition, il comprend également un bâtiment de restauration. Le 8 mars 1902, en présence des ministres d'État Werner von Rheinbaben (de) et Karl von Thielen, a lieu la pose solennelle de la clé de voûte de la nouvelle digue du Rhin et l'inauguration du Palais des Arts. Jusqu'au 20 octobre 1902, l'exposition nationale allemande d'art a lieu dans le cadre de l'exposition industrielle et commerciale.
Wilhelm Kreis repense complètement le Palais des Arts en un ensemble de bâtiments et de jardins de Cour d'honneur en 1925/1926 pour l'exposition GeSoLei. En 1999/2000, une autre transformation, réalisée d'après les plans d'Oswald Mathias Ungers, donne naissance à l'actuel  Museum Kunstpalast. À l'exception du bâtiment de restauration d'origine, la dernière structure encore existante datant de 1902 est détruite. Depuis 2001, les quatre grandes salles d'exposition accueillent des expositions temporaires de renommée internationale ainsi que des présentations temporaires de la collection.

## Histoire
Le Palais des Arts est créé dans la rivalité entre Düsseldorf et d'autres centres d'exposition et d'art allemands, notamment Berlin et Munich, ainsi que sous l'impression de l'Exposition universelle de Paris de 1900 : « Le petit-Paris sur le Rhin » doit être une exposition bâtiment sur le modèle du Petit Palais. Un autre motif associé à la construction d'un grand bâtiment d'exposition est l'attente de surmonter « la malheureuse division des artistes », leur « arriération » artistique et leur « déclin » économique (Paul Clemen, 1902).
L'Association pour l'organisation d'expositions d'art (de) (VzVvK), qui est également fondée en 1900 par les membres de l'Association des artistes de Düsseldorf (de) pour le soutien et l'assistance mutuelle, qui résident dans la maison Malkasten (de), finance la construction du Palais des Arts avec son propre fonds et en émettant des certificats d'actions par la société Philipp Holzmann (de). Le 8 L'inauguration a lieu le 8 mars 1902 dans le cadre de l'exposition industrielle et commerciale de Düsseldorf. L'association pour l'organisation d'expositions d'art se voit accorder le privilège d'organiser des expositions d'art dans ce bâtiment à tout moment.

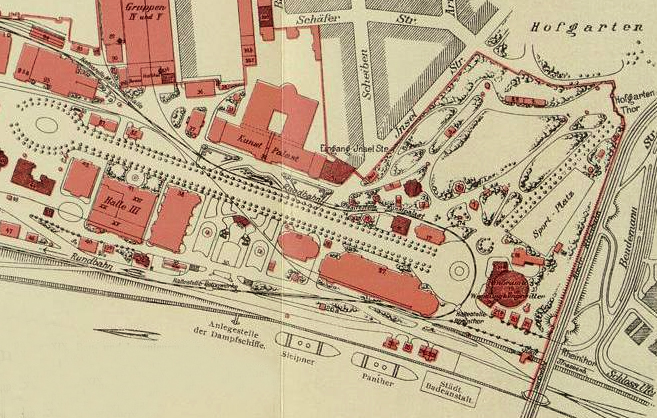
Section de la carte de l'exposition industrielle et commerciale de Düsseldorf, 1902

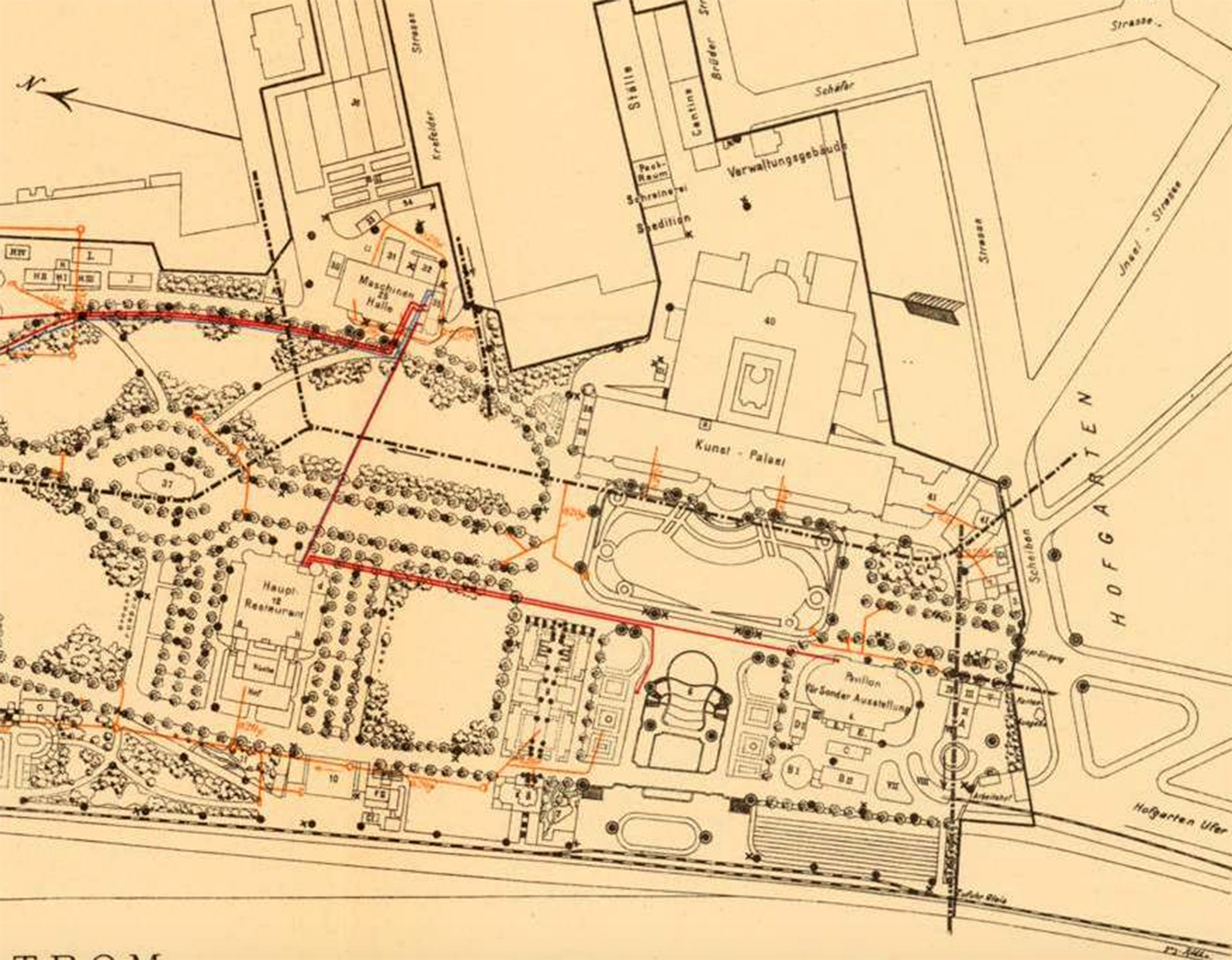
Extrait de carte de l'Exposition internationale d'art et d'horticulture à Düsseldorf, 1904; avec le n° 40 le Palais des Arts, n° 41 Restaurant Schievelbusch "Zum Kunst-Palast"

Même après 1902, des expositions importantes ont lieu au Palais des Arts, comme l'Exposition internationale d'art et la Grande exposition d'horticulture (de), en 1906, la grande exposition d'art NRW de Düsseldorf (de) du VzVvK, connue plus tard sous le nom de "La Grande", en 1907 sous le protectorat du prince héritier Frédéric-Guillaume, la troisième exposition nationale allemande d'art, en 1910 une exposition du Sonderbund et dans les années 1917 et 1918, la Grande exposition d'art de Berlin. Du 17 au 24 août 1908, Emanuel Lasker et Siegbert Tarrasch jouent les quatre premiers matchs du Championnat du monde d'échecs au Palais des Arts organisé pour la première fois en Allemagne. En 1907/1908, le nouveau musée Hetjens (de) est construit sur l'aile nord du Palais des Arts (Hofgartenufer 3). Peu avant la Première Guerre mondiale, la ville a adopté des extensions pour le palais des expositions. Les plans de Wilhelm Kreis pour les porches ne sont pas mis en œuvre.

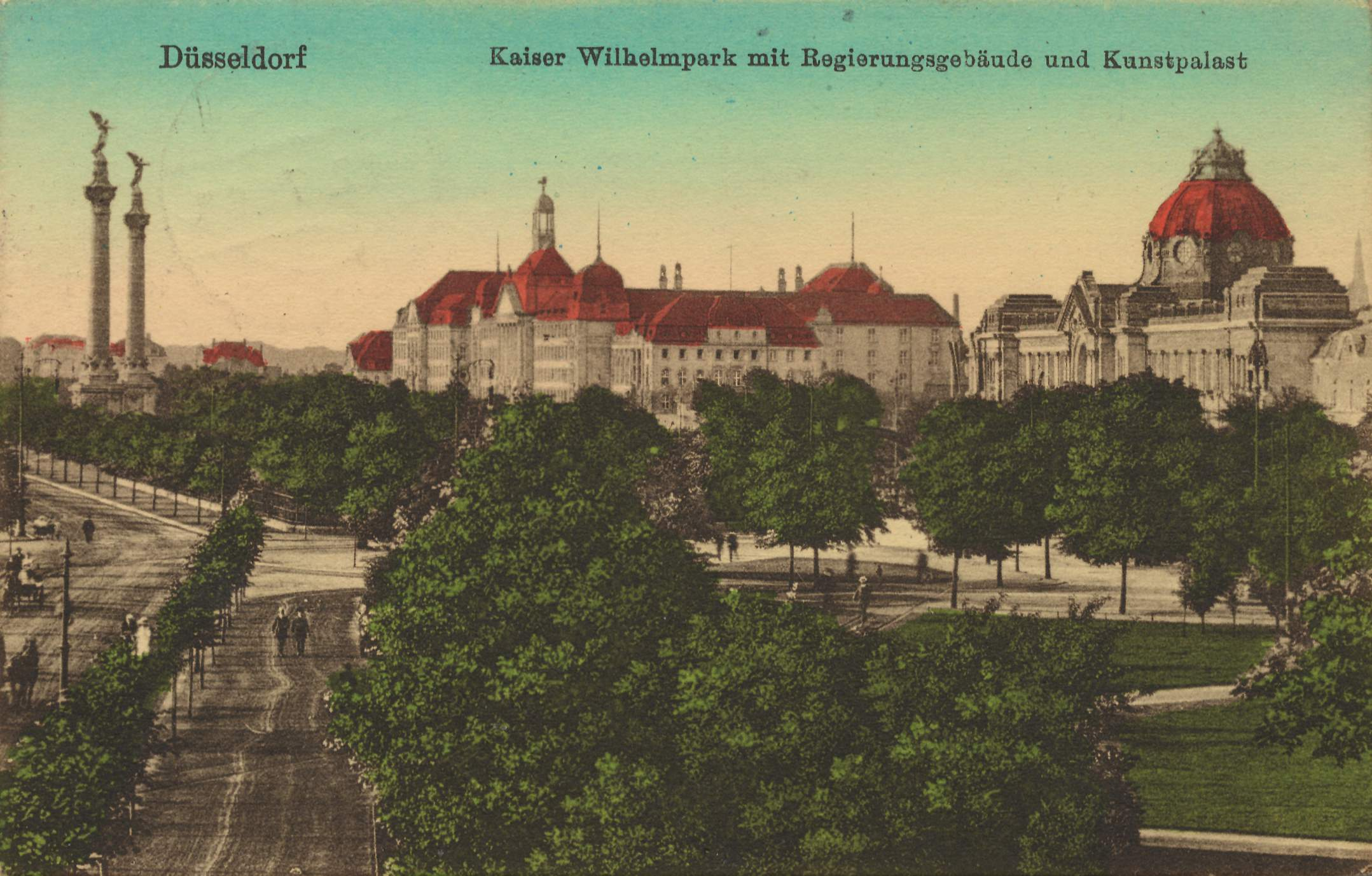
Palais des Arts (à droite) dans l'ensemble avec le bâtiment du gouvernement (au centre) et le (à gauche) dans le parc empereur-Guillaume sur une carte postale en couleur, 1917

## Description

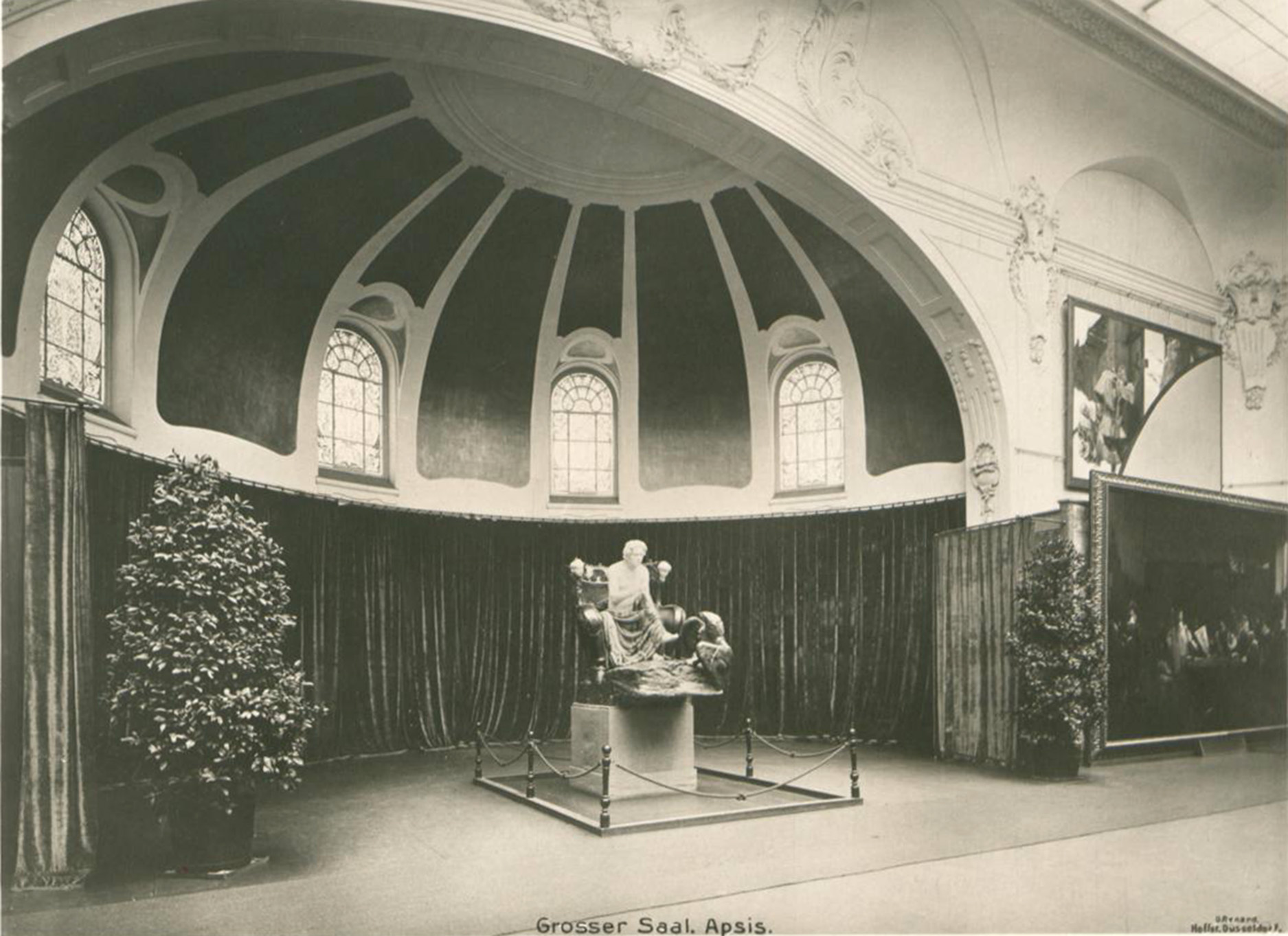
Vue intérieure de la grande salle avec abside

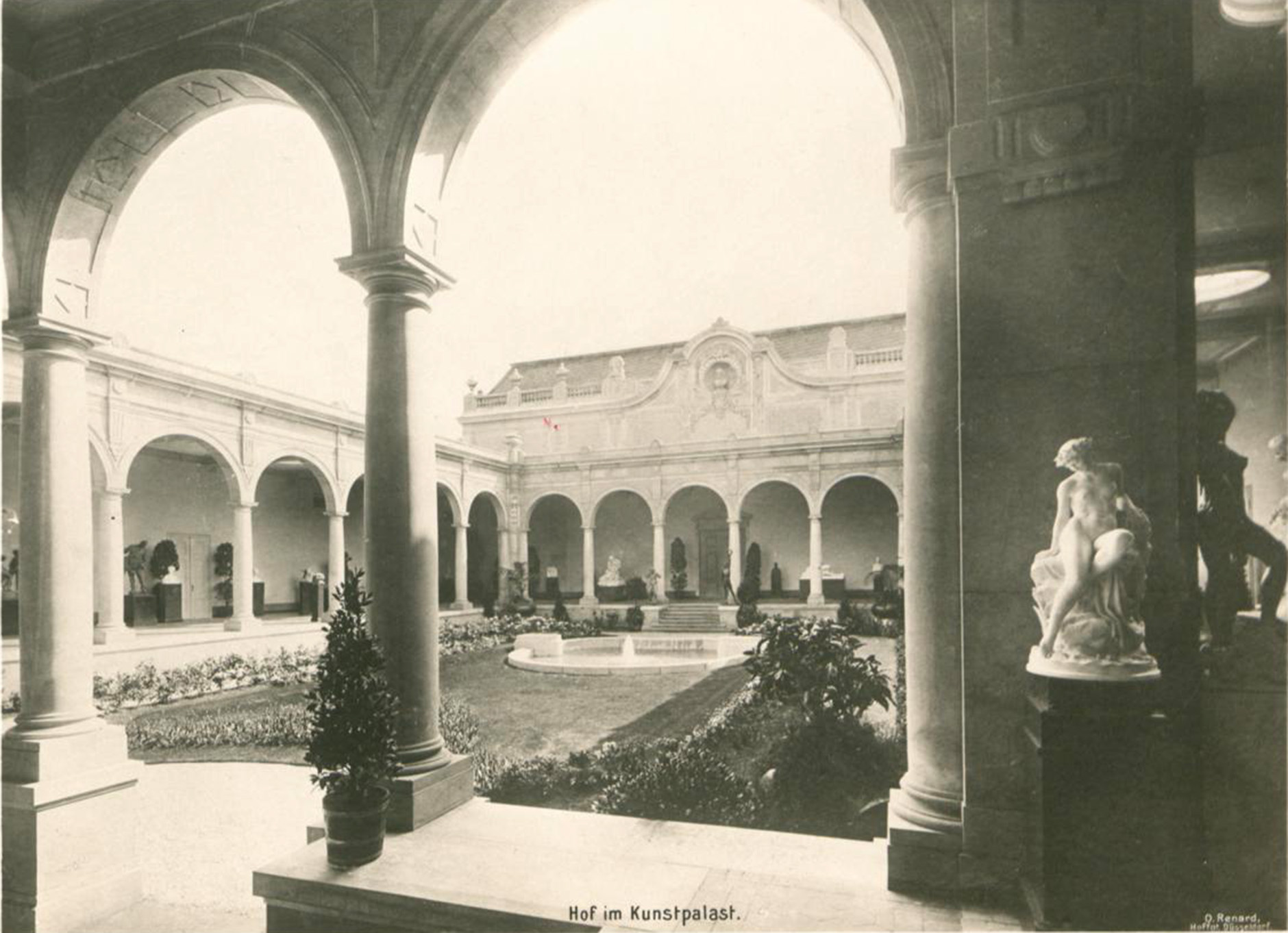
Cour-jardin avec colonnade et statues, un bassin fontaine au milieu du complexe

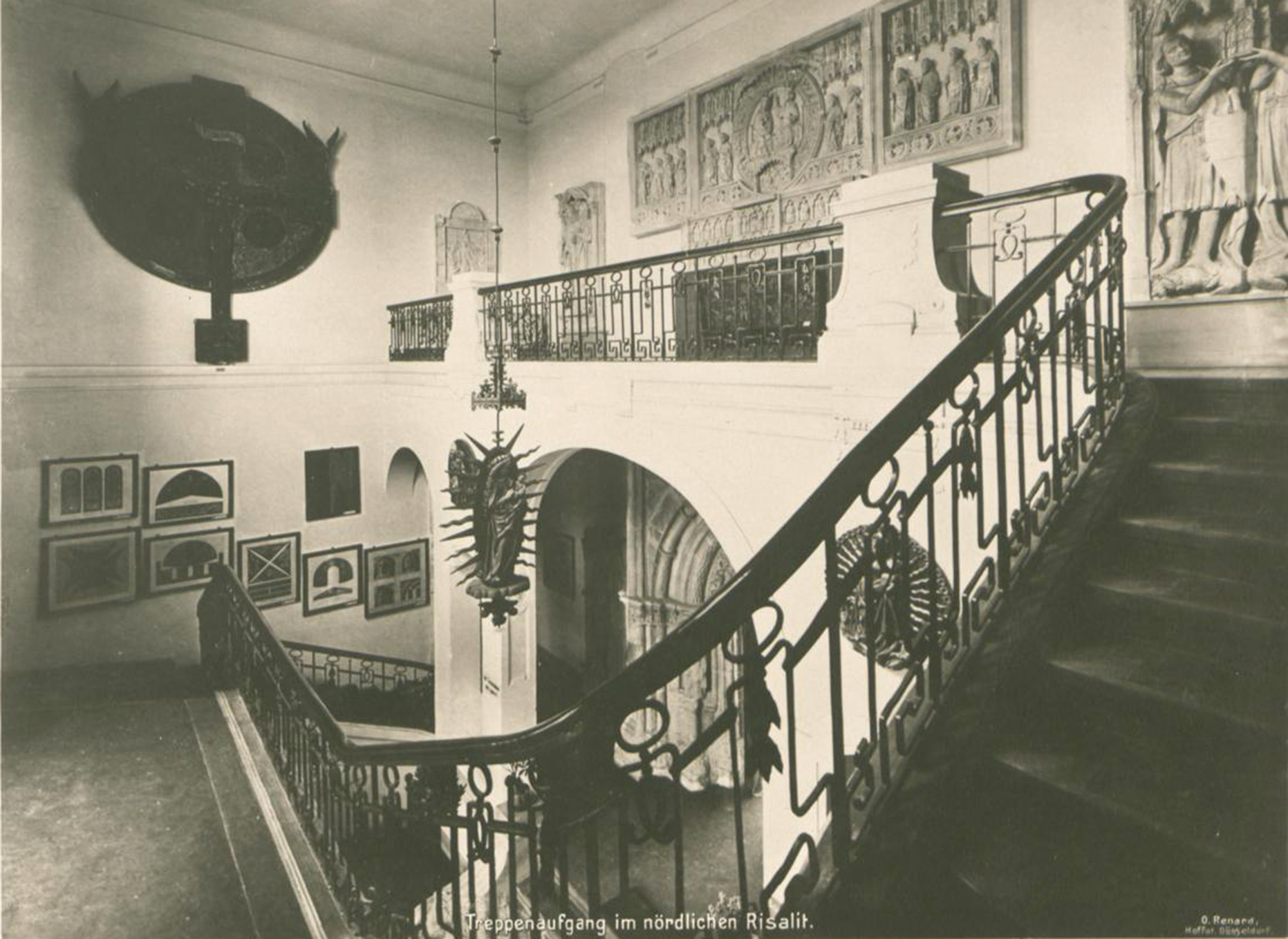
Escalier dans l'avant-corps nord

La salle d'exposition est une structure en fer avec un riche revêtement architectural. L'architecte de Düsseldorf Albrecht Bender, dont le design remporte un prix lors du précédent concours, conçoit le plan d'étage. L'architecture est conçue et exécutée par l'architecte Eugen Rückgauer (de), un employé de Philipp Holzmann (de) & Cie. Des pilastres en ordre colossal divisent l'édifice. Ceux-ci contrastent avec l'avant-corps central, qui a une entrée monumentale en forme d'arc de triomphe avec un fronton triangulaire.
La superficie est de 8000 m², la longueur avant 132 m et la profondeur 90 m. Le dôme au-dessus du hall d'entrée et de réception mesure 40 m de haut, huit pans et courbé, avec des fenêtres ovales insérées. La structure comprend sept grandes et sept petites salles d'exposition. La façade principale est conçue dans des « formes baroques massives » (néo-baroque, éclectisme). Le bâtiment est fait de grès, de granit et de basalte. Le dôme a un toit en cuivre. Derrière la salle en forme de dôme, dont la frise monumentale est conçue par le peintre d'histoire Fritz Roeber, il y a une cour-jardin en grès "en haute renaissance italienne" (néo-renaissance) comme "ornement principal de l'ensemble du bâtiment". Les statues, sculptures et reliefs dans le champ du pignon et au-dessus du portail principal sont réalisés par le sculpteur de Düsseldorf Karl Heinz Müller, ceux au-dessus des portails des saillies d'extrémité et dans les parapets au-dessus des fenêtres latérales du rez-de-chaussée du bâtiment central sont réalisés par le sculpteur Adolf Nieder. L'une des salles d'exposition est conçue dans un style classique par le peintre berlinois Albert Maennchen (de). Le « traditionalisme accentué » l'architecture de Bender et Rückgauer est expressément jugé par le jury comme étant plus approprié que la conception concurrente de l'architecte de Karlsruhe Hermann Billing. Sa conception représente la « vue strictement stéréométrique dans le néoclassicisme archaïque ». Cependant, cela est rejeté comme une « rupture brutale avec la tradition ». Le coût est de plus de 1 300 000 marks.
Dans l'ancien bâtiment de restauration du Palais des Arts, Ehrenhof 3, les archives de la ville de Düsseldorf sont hébergées depuis 1937,, dans lesquelles les archives Dumont- Lindemann sont données par Gustav Lindemann (de) en 1947 à la ville de Düsseldorf jusqu'en 1972 (aujourd'hui au Musée du Théâtre de Düsseldorf (de)),. Le bâtiment estreconstruit après la Seconde Guerre mondiale.

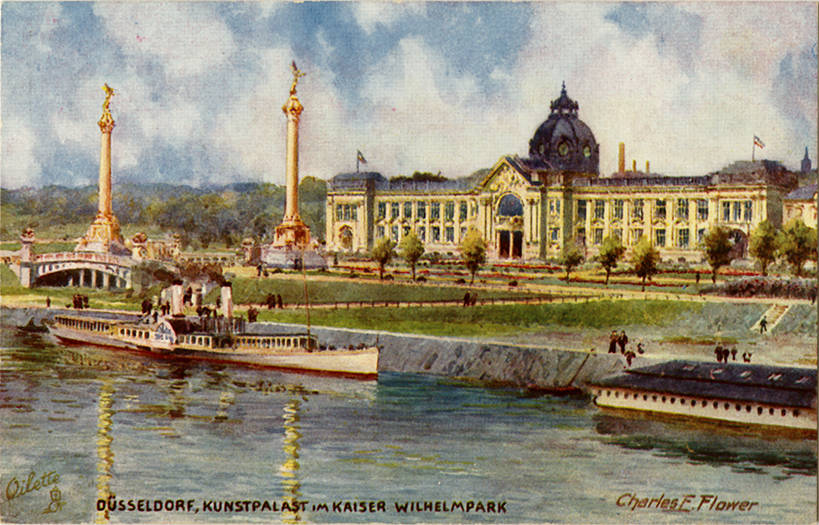
Palais des Arts (dessin, 1911)
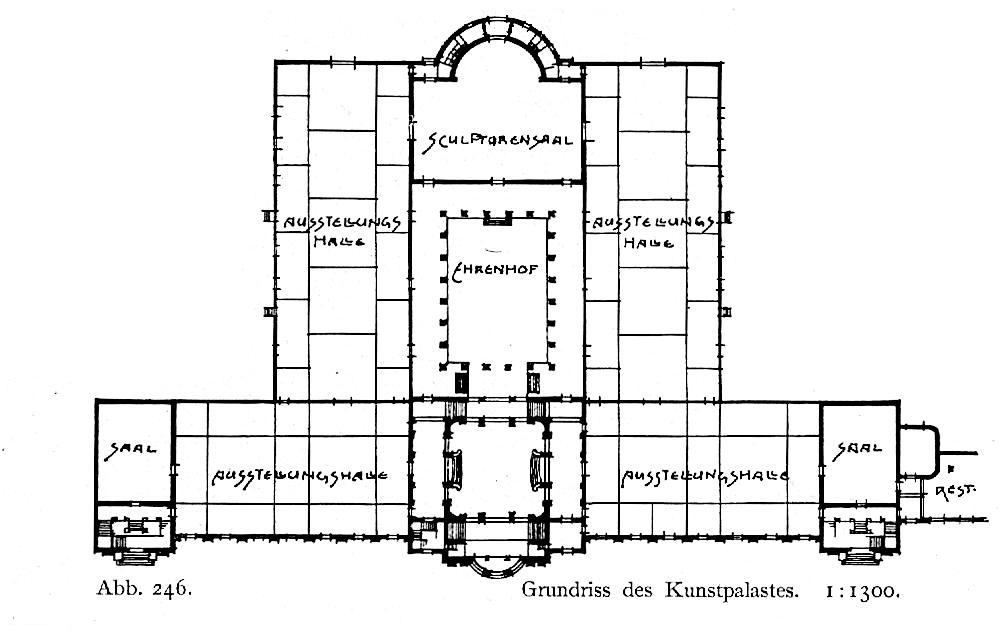
Disposition. 1902
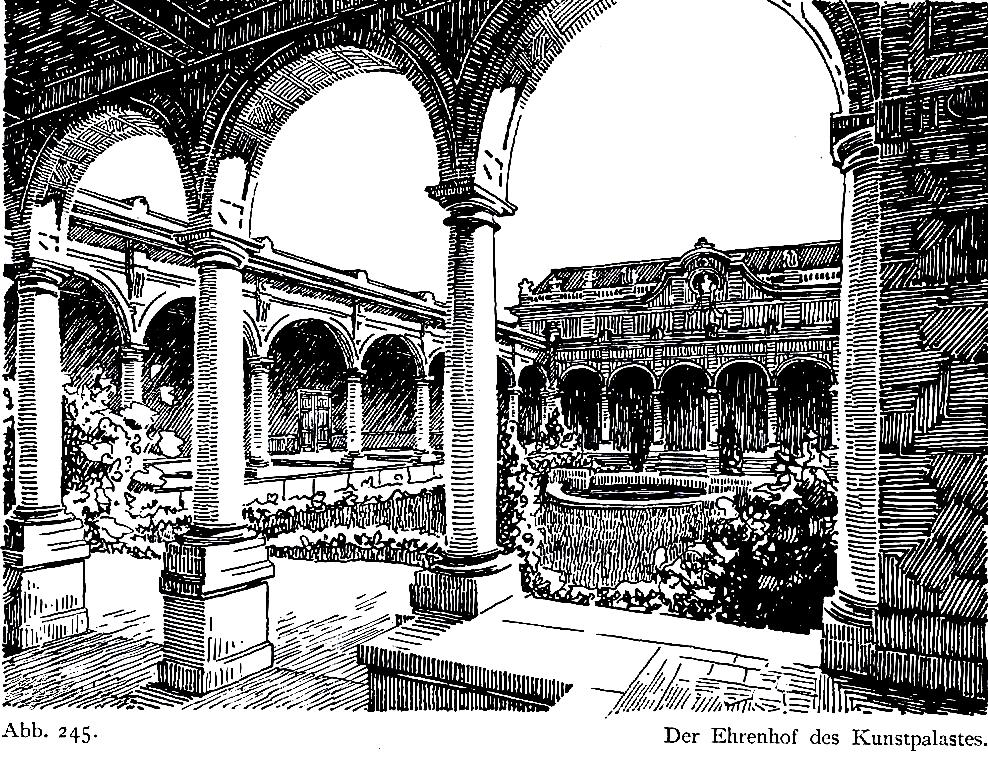
Ehrenhof (dessin)
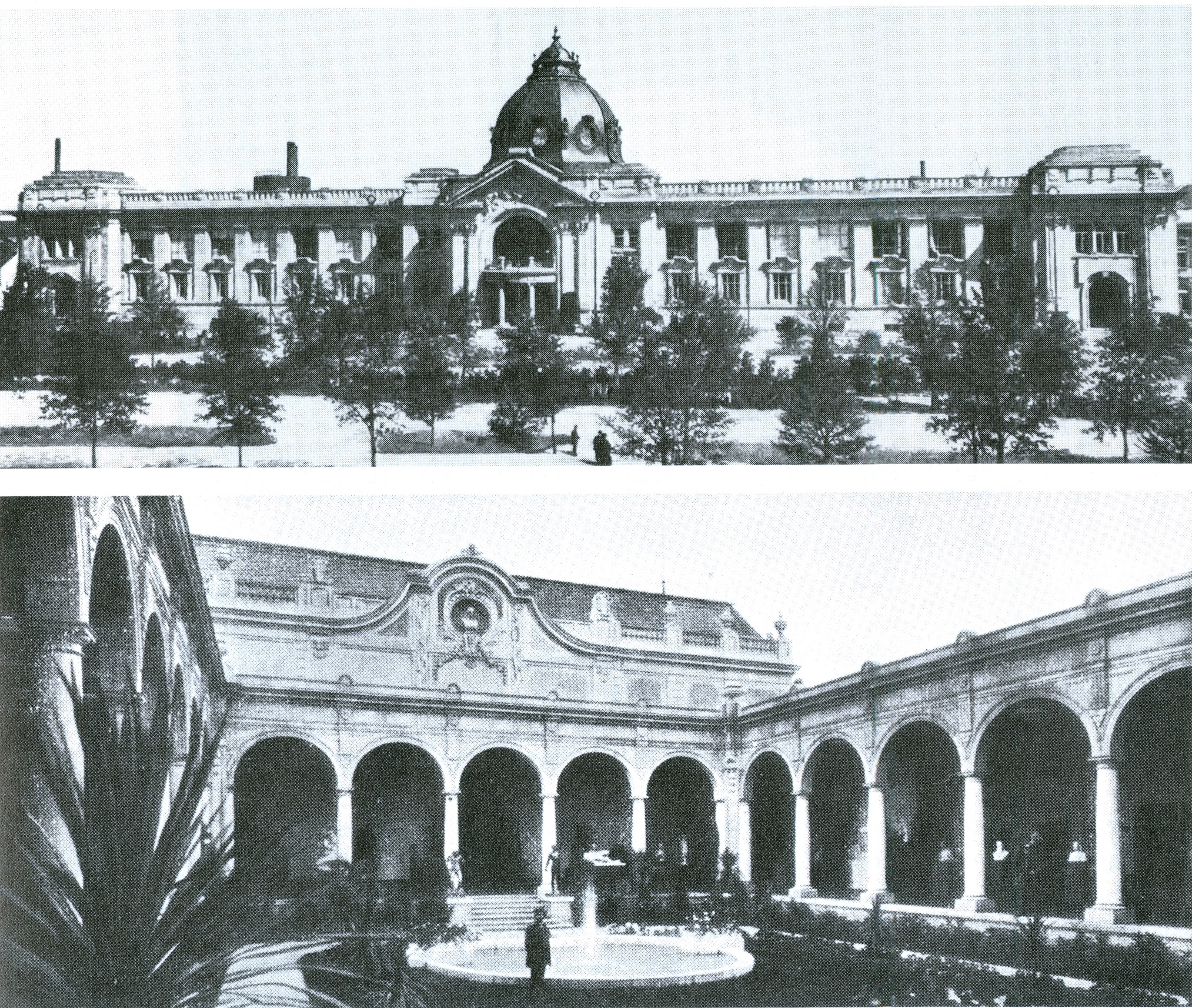
Façade principale (en haut) et cour (en bas)
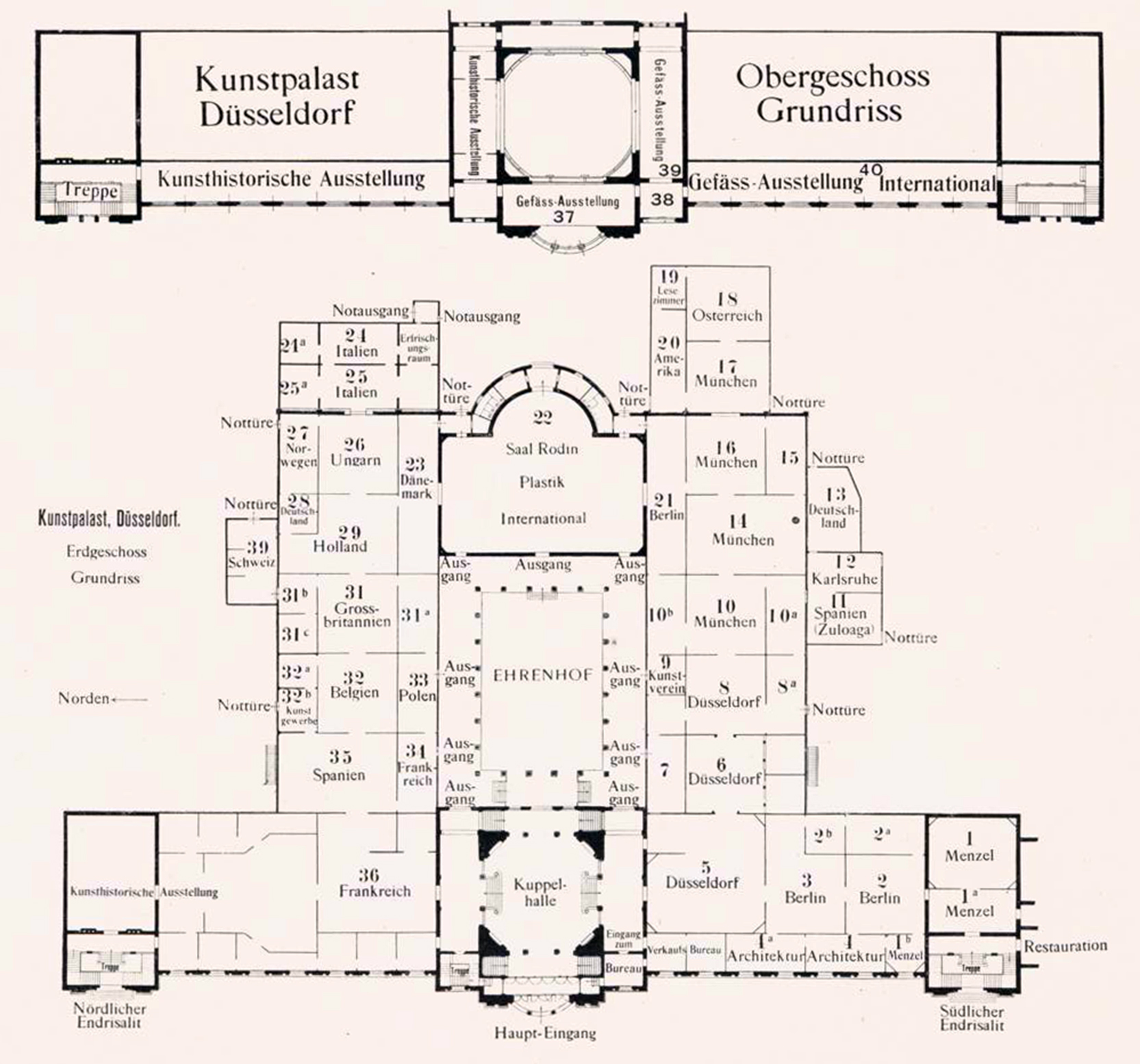
Plan d'étage - avec répartition de l'œuvre, 1904
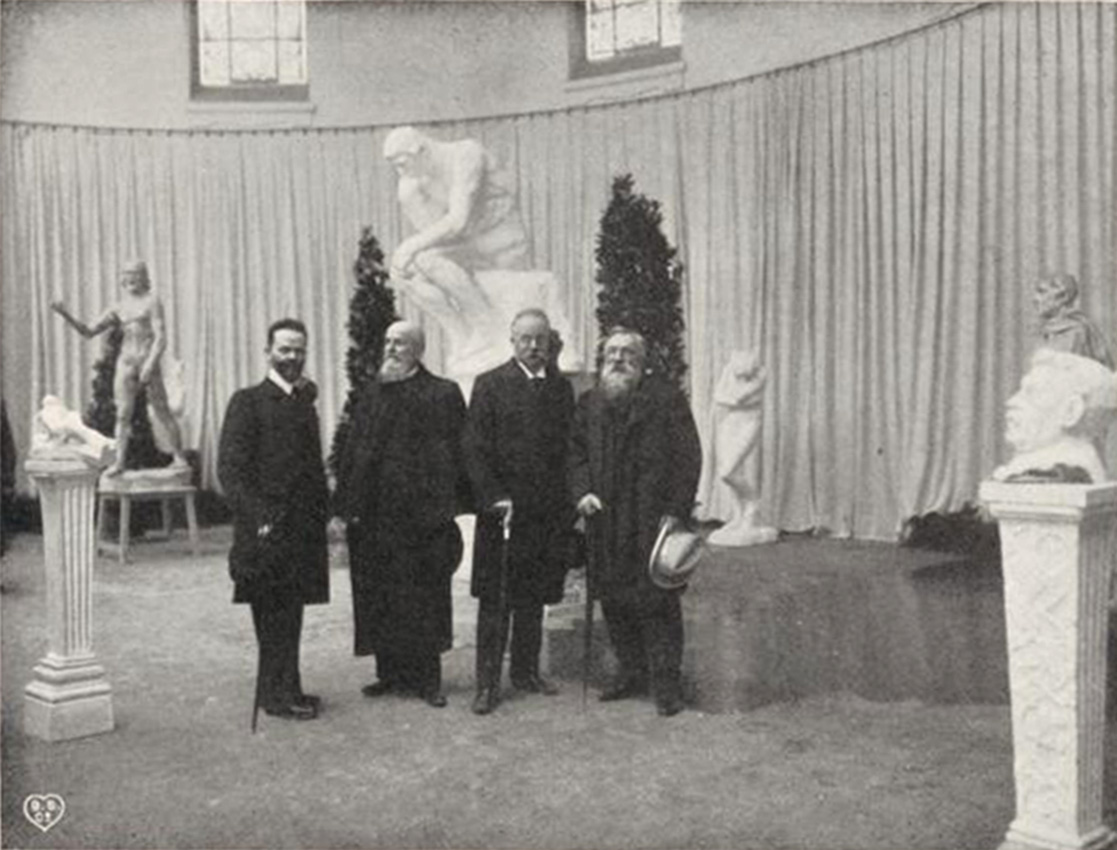
Heinrich Kautsch, Albert Bartholomé, Fritz Roeber, Auguste Rodin à l'Exposition internationale d'art de Düsseldorf, 1904
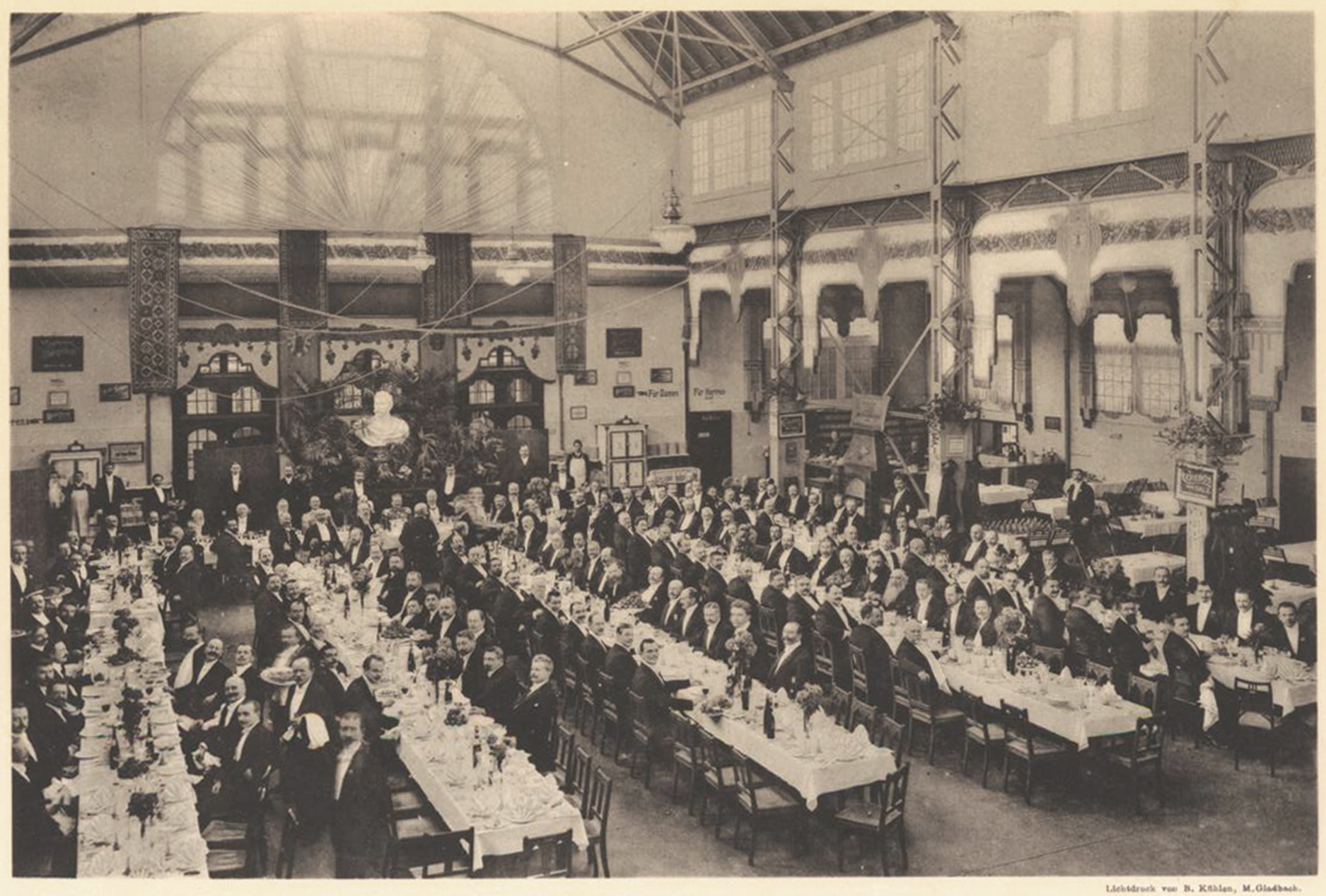
Banquet le dernier jour de l'exposition au Palis des Arts de Düsseldorf le 23 octobre 1904
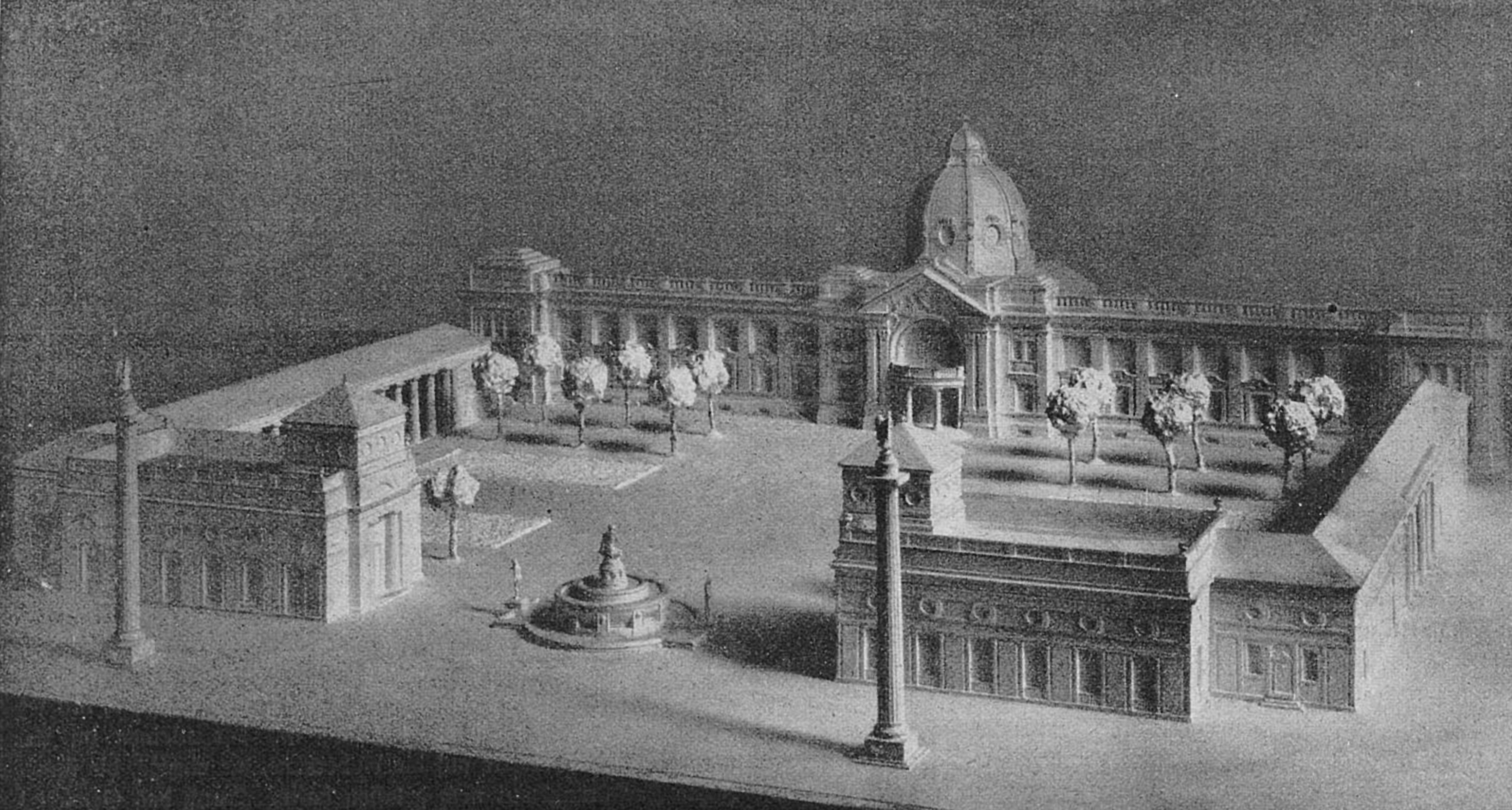
Maquette du Palais des Arts et ses porches avec fontaine et colonnes de la victoire devant le palais des expositions (1914)